# Douglas Firs
Douglas Firs is een Gentse groep rond singer-songwriter Gertjan Van Hellemont. De band bestaat uit Gertjan Van Hellemont (zang, gitaar), Sem Van Hellemont (piano, achtergrondzang), Simon Casier (bas, achtergrondzang) en Laurens Billiet (drums). Op 12 oktober 2012 bracht Douglas Firs het debuutalbum 'Shimmer and Glow' uit op het label Gentle Recordings.

## Samenstelling
- Gertjan Van Hellemont: naast Douglas Firs ook gitarist bij The Bony King of Nowhere. Hij werkte ook mee aan albums van o.a. Senne Guns, Love Like Birds, Admiral Freebee en Zender.
- Sem Van Hellemont: pianist, oudste broer van Gertjan.
- Simon Casier: basgitarist; hij genoot zijn opleiding aan het Hogeschool Gent Conservatorium,[1] speelt ook bas bij Balthazar en Senne Guns. Heeft ook een soloproject genaamd Zimmerman.
- Christophe Claeys: drummer; speelt ook bij Amatorski en Magnus, speelde eerder bij Balthazar

## Discografie

### Album
| Album met hitnotering(en) in de Vlaamse Ultratop 200 albums | Datum van verschijnen | Datum van binnenkomst | Hoogste positie | Aantal weken | Opmerkingen          |
| ----------------------------------------------------------- | --------------------- | --------------------- | --------------- | ------------ | -------------------- |
| Shimmer & Glow                                              | 12-10-2012            | 20-10-2012            | 44              | 12           | Gentle Recordings    |
| The Long Answer Is No                                       | 23-01-2015            | 07-02-2015            | 10              | 12           | Excelsior Recordings |
| Hinges Of Luck                                              | 13-10-2017            | 21-10-2017            | 9               | 6            | Excelsior Recordings |
| Heart Of A Mother                                           | 28-08-2021            | 04-09-2021            | 44              | 7            |                      |

### Singles
| Single met hitnotering(en) in de Vlaamse Ultratop 50 | Datum van verschijnen | Datum van binnenkomst | Hoogste positie | Aantal weken | Opmerkingen     |
| ---------------------------------------------------- | --------------------- | --------------------- | --------------- | ------------ | --------------- |
| Shimmer & Glow                                       | 08-03-2012            | 17-03-2012            | tip32           | -            |                 |
| Misunderstood                                        | 10-09-2012            | 29-09-2012            | tip62           | -            |                 |
| Pretty Legs and Things to Do                         | 21-01-2013            | 09-02-2013            | tip56           | -            |                 |
| Dirty Dog                                            | 29-04-2013            | 18-05-2013            | tip68           | -            |                 |
| Can You Tell Her I Said Hi?                          | 24-10-2014            | 15-11-2014            | tip70           | -            |                 |
| Caroline                                             | 09-01-2015            | 17-01-2015            | tip15           | -            |                 |
| Don't Buy The House                                  | 20-04-2015            | 02-05-2015            | tip26           | -            |                 |
| Summer's Leaving                                     | 07-09-2015            | 19-09-2015            | tip32           | -            |                 |
| Your Only Friend                                     | 09-11-2015            | 05-12-2015            | tip74           | -            | feat. Bony King |
| Through Watery Eyes                                  | 14-03-2016            | 02-04-2016            | tip             | -            |                 |
| Shine 'em Up Sadie                                   | 21-04-2017            | 06-05-2017            | tip47           | -            |                 |
| Undercover Lovers                                    | 08-09-2017            | 30-09-2017            | tip             | -            |                 |
| Judy                                                 | 20-10-2017            | 04-11-2017            | tip             | -            |                 |
| Hannah                                               | 16-02-2018            | 03-03-2018            | tip             | -            |                 |
| How Can You Know                                     | 08-06-2018            | 07-07-2018            | tip             | -            |                 |
| Everything's A Lie                                   | 19-10-2018            | 27-10-2018            | tip             | -            |                 |
| What If I Can                                        | 11-12-2020            | 19-12-2020            | tip24           | -            |                 |
| One Day                                              | 12-02-2021            | 27-03-2021            | tip43           | -            |                 |

De single Shimmer and Glow stond in Vox, een top-30 samengesteld op basis van de stemmen van de luisteraars van Radio 1, van 10 maart 2012 tot 5 mei 2012. De hoogste plaats was de 5de. 
Misunderstood, Pretty Legs and Things to Do en Dirty Dog haalden ook de Vox-lijst.
Pretty Legs and Things to Do stond in De Afrekening, een top-30 op Studio Brussel, van 9 februari 2013 tot 8 april 2013.